# SM-sarja 1973/74
Die Saison 1973/74 war die 43. Spielzeit der finnischen SM-sarja. Meister wurde zum insgesamt dritten Mal in der Vereinsgeschichte HIFK Helsinki. Karhu-Kissat stieg in die 2. Liga ab.

## Modus
In der Hauptrunde absolvierte jede der zehn Mannschaften insgesamt 36 Spiele. Der Erstplatzierte der Hauptrunde wurde Meister. Der Letztplatzierte der Hauptrunde stieg in die 2. Liga ab. Für einen Sieg erhielt jede Mannschaft zwei Punkte, bei einem Unentschieden gab es einen Punkt und bei einer Niederlage null Punkte.

## Hauptrunde

### Tabelle
|     | Klub             | Sp | S  | U | N  | Tore    | Punkte |
| --- | ---------------- | -- | -- | - | -- | ------- | ------ |
| 1.  | HIFK Helsinki    | 36 | 25 | 3 | 8  | 204:104 | 53     |
| 2.  | Tappara Tampere  | 36 | 23 | 3 | 10 | 186:99  | 49     |
| 3.  | Ilves Tampere    | 36 | 23 | 1 | 12 | 182:135 | 47     |
| 4.  | Jokerit Helsinki | 36 | 20 | 5 | 11 | 192:116 | 45     |
| 5.  | Koo-Vee          | 36 | 20 | 4 | 12 | 178:139 | 44     |
| 6.  | Ässät Pori       | 36 | 17 | 6 | 13 | 154:145 | 40     |
| 7.  | TuTo Hockey      | 36 | 11 | 5 | 20 | 132:195 | 27     |
| 8.  | TPS Turku        | 36 | 10 | 6 | 20 | 133:179 | 26     |
| 9.  | Lukko Rauma      | 36 | 8  | 4 | 24 | 131:140 | 20     |
| 10. | Karhu-Kissat     | 36 | 4  | 1 | 31 | 96:236  | 9      |

Sp = Spiele, S = Siege, U = Unentschieden, N = Niederlagen